# Гуменне (район)
Район Гуменне (словац. Okres Humenné) — район Словакии. Находится в Прешовском крае. Административный центр — город Гуменне. На севере граничит с районом Медзилаборце, на северо-востоке с Польшей, на востоке с районом Снина, на юге с районом Михаловце Кошицкого края, на западе с районом Вранов-над-Топлёу, на северо-западе с районом Стропков.
Площадь составляет 754 км², население — 64 380 человек (2007).
На территории района находится 62 населённых пункта, в том числе 1 город.

## Население
| Год:        | 1994   | 2004    | 2014    | 2024    |
| ----------- | ------ | ------- | ------- | ------- |
| Broj ljudi: | 64 629 | 64 620  | 63 614  | 58 257  |
| Разница:    |        | −0,01 % | −1,55 % | −8,42 % |

| Год:                | 2023   | 2024    |
| ------------------- | ------ | ------- |
| Количество человек: | 58 688 | 58 257  |
| Разница:            |        | −0,73 % |

### Статистические данные (2001)
Национальный состав:
- Словаки — 91,3 %
- Русины/Украинцы — 5,0 %
- Цыгане — 2,1 %
- Чехи — 0,5 %

Конфессиональный состав:
- Католики — 70,5 %
- Греко-католики — 17,5 %
- Православные — 3,7 %
- Лютеране — 0,6 %